# Antonio Damato
Antonio Damato (Barletta, 15 augustus 1972) is een Italiaans voormalig voetbalscheidsrechter. Hij was in dienst van FIFA en UEFA tussen 2010 en 2016. Ook leidde hij van 2006 tot 2018 wedstrijden in de Serie A.
Op 10 december 2006 leidde Damato zijn eerste wedstrijd in de Italiaanse eerste divisie. De wedstrijd tussen Catania en Udinese eindigde in 1–0 in het voordeel van Catania. Hij gaf in dit duel drie gele kaarten. Vier jaar later, op 22 juli 2010, floot de scheidsrechter zijn eerste wedstrijd in de UEFA Europa League. Dinamo Boekarest en Olimpia Bălți troffen elkaar in de eerste ronde (5–1). In dit duel deelde de Italiaanse leidsman vier gele kaarten uit en kende hij Dinamo eenmaal een strafschop toe.

## Interlands
| Datum            | Plaats                 | Wedstrijd                           | Uitslag | Competitie           | Kreeg geel | Kreeg voor de tweede keer geel en dus rood | Weggestuurd |
| ---------------- | ---------------------- | ----------------------------------- | ------- | -------------------- | ---------- | ------------------------------------------ | ----------- |
| 8 oktober 2010   | Piraeus, Griekenland   | Griekenland – Letland               | 1 – 0   | EK 2012 kwalificatie | 4          | 0                                          | 0           |
| 2 juni 2012      | Kopenhagen, Denemarken | Denemarken – Australië              | 2 – 0   | Vriendschappelijk    | 1          | 0                                          | 0           |
| 15 augustus 2012 | Split, Kroatië         | Kroatië – Zwitserland               | 2 – 4   | Vriendschappelijk    | 0          | 0                                          | 0           |
| 12 oktober 2012  | Piraeus, Griekenland   | Griekenland – Bosnië en Herzegovina | 0 – 0   | WK 2014 kwalificatie | 3          | 0                                          | 0           |